# The Four Just Men
The Four Just Men est un film britannique réalisé par George Ridgwell, sorti en 1921.

## Synopsis
Des vétérans britanniques de la Première Guerre mondiale s'unissent pour travailler en secret contre les ennemis du pays. Malgré les dangers de meurtre ou de sabotages ils se considèrent comme de vrais patriotes....

## Fiche technique
- Titre original : The Four Just Men
- Réalisation : George Ridgwell
- Scénario : George Ridgwell, d'après le roman homonyme d'Edgar Wallace
- Photographie : Alfred H. Moise
- Société de production : Stoll Picture Productions
- Société de distribution : Stoll Picture Productions
- Pays d'origine :  Royaume-Uni
- Langue originale : anglais
- Format : noir et blanc — 35 mm — 1,37:1 — Film muet
- Genre : Film policier
- Durée : 5 bobines
- Dates de sortie : 
  -  Royaume-Uni : mai 1921

## Distribution
- Cecil Humphreys : Manfred
- Teddy Arundell : Inspecteur Falmouth
- Charles Croker-King : Thery
- Charles Tilson-Chowne : Sir Philip Ramon
- Owen Roughwood : Poiccart
- George Bellamy : Gonsalez
- Robert Vallis : Billy Marks
- Roy Wood : le secrétaire de Sir Philip Ramon